# Postranní čára

Umístění postranní čáry na těle žraloka

Postranní čára je mechanorecepční smyslový orgán vodních obratlovců. Orgán je zachován také u larev a mnoha vodních obojživelníků; při metamorfóze pozemních forem obojživelníků mizí.
Zaznamenává změny tlaku (dotyk a změny v proudění okolní vody), bolest, napětí a natažení. Nachází se obvykle v podobě souvislého kanálku po stranách trupu a navazuje na hlavu, kde se složitě větví. Často pokračuje postranní čára z trupu do horní poloviny ocasní ploutve, což je pozůstatek postupného vývoje ocasu v ocasní ploutev. S vnějším prostředím komunikuje postranní čára pomocí otvorů, pórů, které vedou přibližně kolmo skrz kůži do podkožního kanálku. Zde se nachází neuromasty. Neuromasty jsou tvořené pružnou kupolí, na jejímž dně se nacházejí obrvené a podpůrné buňky. Změnami tlaku a směru proudění uvnitř kanálku, do nějž kupole zasahuje, se želatinovitá struktura kupole pohybuje. Tyto změny jsou zaznamenávány brvami obrvených buněk, které je předávají přilehlému nervovému vláknu.